# Marija Sokil

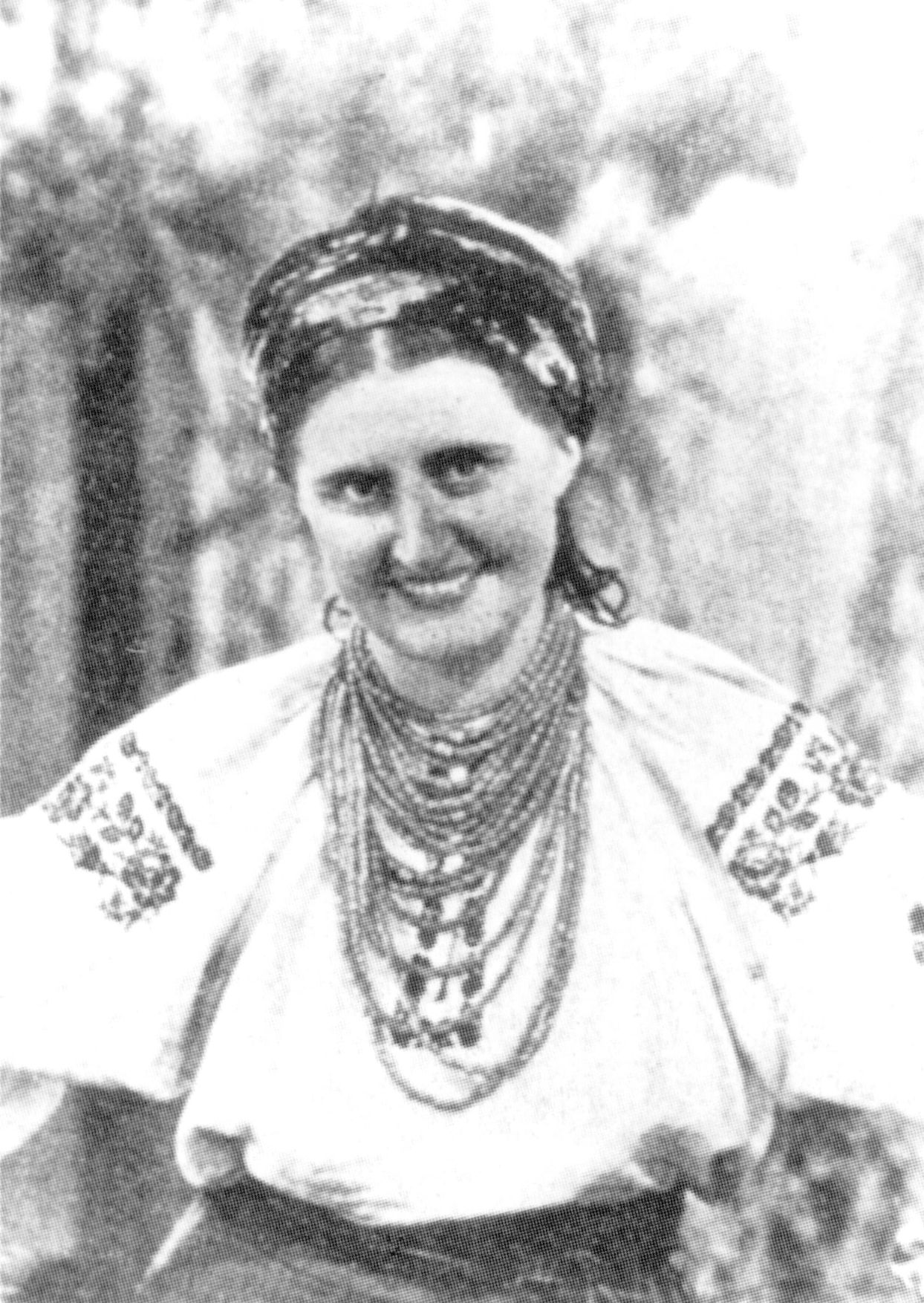
Marija Sokil (1936)

Marija Iwaniwna Sokil (ukrainisch Марія Іванівна Сокіл, * 18. Oktober 1902 in Scherebez, Gouvernement Jekaterinoslaw; † 20. Januar 1999 in Youngstown, Ohio) war eine ukrainisch-US-amerikanische Opernsängerin und Philanthropin. 

## Biografie
Sie besuchte die Musikakademie in Katerynoslaw und sang ab 1920 im Chor eines Operntheaters in der Stadt. 1927 debütierte sie auf der Bühne der Charkiwer Oper und war drei Jahre lang deren Solistin und Primadonna. 1929 hatte sie ihren Durchbruch in der Rolle der Marguerite in Faust und trat in Opern in Deutschland und Italien auf. In diesem Jahr heiratete sie Antin Rudnyzkyj, einen galizischen Komponisten, der im Rahmen eines Vertrags mit dem Volkskommissariat als Dirigent der Charkiwer Oper arbeitete und Professor an den Konservatorien in Lwiw und Charkiw war.
Von 1930 bis 1932 arbeitete sie im Taras-Schewtschenko-Opernhaus. Zu dieser Zeit wurde in der Ukrainischen Sozialistischen Sowjetrepublik die Ukrainisierung beendet und es verbreiteten sich Gerüchte über Verhaftungen. Das Singen bestimmter Lieder wurde verboten und einige Opern wurden hastig und gewaltsam neu aufgelegt und ins Russische übersetzt. Rudnyzkyjs Vertrag lief aus. Er wollte unbedingt nach Hause nach Lwiw, das damals zu Polen gehörte. Die Theaterleitung und die NKWD-Behörden empfahlen ihm beharrlich, seinen Vertrag zu verlängern und empfahlen Sokil, ihre Heimat nicht zu verlassen. Sie lehnten ab und Sokil wurde als „bürgerliche Nationalistin“ und Volksfeindin gebrandmarkt. Die Aufführungen, an denen sie beteiligt war, wurden aus dem Repertoire genommen. Da es ihr nicht erlaubt war, sich vom Publikum zu verabschieden, griff sie zu einem Trick. Sie bat die Darstellerin der Rolle der Desdemona in William Shakespeares Othello eine Krankheit vorzutäuschen. Für eine Absage der Vorstellung war es dann zu spät. So trat Sokil zuletzt auf der Bühne der Kiewer Oper auf und sang ihre Lieblingsarie Willow Song.
1932 wanderte das Paar nach Lwiw aus und Sokil wurde Solistin im Theater Lwiw. 1933 wurden sie und ihr Mann an die Wiener Oper eingeladen, wo Sokil den ersten Platz und einen Preis für die Teilnahme am Internationalen Gesangsfestival errang. Sie trat für die Ukraine auf, obwohl sie nicht mehr deren Staatsbürgerin war. Sie tourte durch Warschau, Prag, Berlin, Vilnius, Riga und Galizien. 1937 erzählte Andrej Scheptyzkyj dem Paar vom Plan, in Lwiw ein kostenloses Krankenhaus zu errichten, das Menschen aller Glaubensrichtungen und Nationalitäten Hilfe bieten soll. Das Paar reiste nach Nordamerika, um Geld für den Bau des Krankenhauses zu verdienen.
Sokil sang auf den Opernbühnen von Chicago, Philadelphia, Detroit und der Carnegie Hall in New York. Sie spendete den gesamten Erlös der Konzerte in Höhe von 7000 $ für die Fertigstellung des Baus des Krankenhauses in Lwiw und spendete außerdem medizinische Instrumente im Wert von 3.000 $. Als die beiden zurückkehren wollten stellten sie fest, dass Polen besetzt wurde und sie erhielten den Flüchtlingsstatus, der ihnen das Recht auf einen dauerhaften Aufenthalt in den USA gab. Sie ließen sich in Toms River nieder.
1940 lud das Aufnahmestudio Art-Recordium Studio Rudnyzkyj ein, ein Album aufzunehmen, das acht ukrainische Lieder enthielt, die von Sokil gesungen wurden. Sie ist nach Salome Kruschelnytska die zweite ukrainische Sängerin, die auf dem amerikanischen Kontinent Aufnahmen gemacht hat. Sie wurde von einem New Yorker Filmstudio eingeladen, in Wassyl Awramenkos Musikfilm Zaporozhets za Dunayem die Hauptrolle der Odarka zu spielen. Als sie 1946 von der Hungersnot in der Ukraine erfuhr, sang sie in 26 Konzerten in Kanada und den USA und spendete 10.000 $, um ihren Landsleuten zu helfen. Ab 1958 unterrichtete sie an der Academy of Music in Philadelphia.